# Torch Singer
Torch Singer (bra: Vozes do Coração) é um filme musical pre-Code estadunidense de 1933, do gênero drama, dirigido por Alexander Hall e George Somnes, estrelado por Claudette Colbert, e co-estrelado por Ricardo Cortez, David Manners e Lyda Roberti. O roteiro de Lenore J. Coffee e Lynn Starling foi baseado no conto "Mike", de Grace Perkins, publicado em 1933 na revista Liberty.

## Sinopse
Sally Trent (Claudette Colbert) tem uma filha ilegítima, mas não pode sustentá-la e entrega a criança para adoção. O pai, Michael "Mike" Gardner (David Manners), parte para a China sem saber sobre a existência do bebê, o que faz Sally assumir que ele a abandonou para sempre. A mulher arruma um emprego como cantora, muda seu nome para Mimi Benton, e se torna conhecida por beber muito e namorar com diversos homens. Ela consegue um programa de rádio infantil como a personagem "Tia Jenny", onde canta e conta histórias para dormir. Eventualmente, Mimi começa a utilizar seu tempo no ar para tentar encontrar sua filha há muito perdida, largar seu estilo de vida selvagem e reencontrar Michael.

## Elenco
- Claudette Colbert como Sally Trent / Mimi Benton
  - Cora Sue Collins como Sally (criança)
- Ricardo Cortez como Tony Cummings
- David Manners como Michael "Mike" Gardner
- Lyda Roberti como Dora Nichols
- Baby LeRoy como Bobby
- Charley Grapewin como Andrew "Juddy" Judson
- Sam Godfrey como Harry
- Florence Roberts como Madre Angelica
- Virginia Hammond como Sra. Julia Judson
- Helen Jerome Eddy como Srta. Spaulding
- Albert Conti como Carlotti
- Ethel Griffies como Agatha Alden
- Mildred Washington como Carrie
- Carlena Beard como Sally

## Mídia doméstica
Em 7 de abril de 2009, o filme foi lançado como parte da box set de seis discos intitulada "Pre-Code Hollywood Collection"; depois, em 5 de agosto de 2014, o filme foi lançado em um DVD próprio.